# Станція очищення

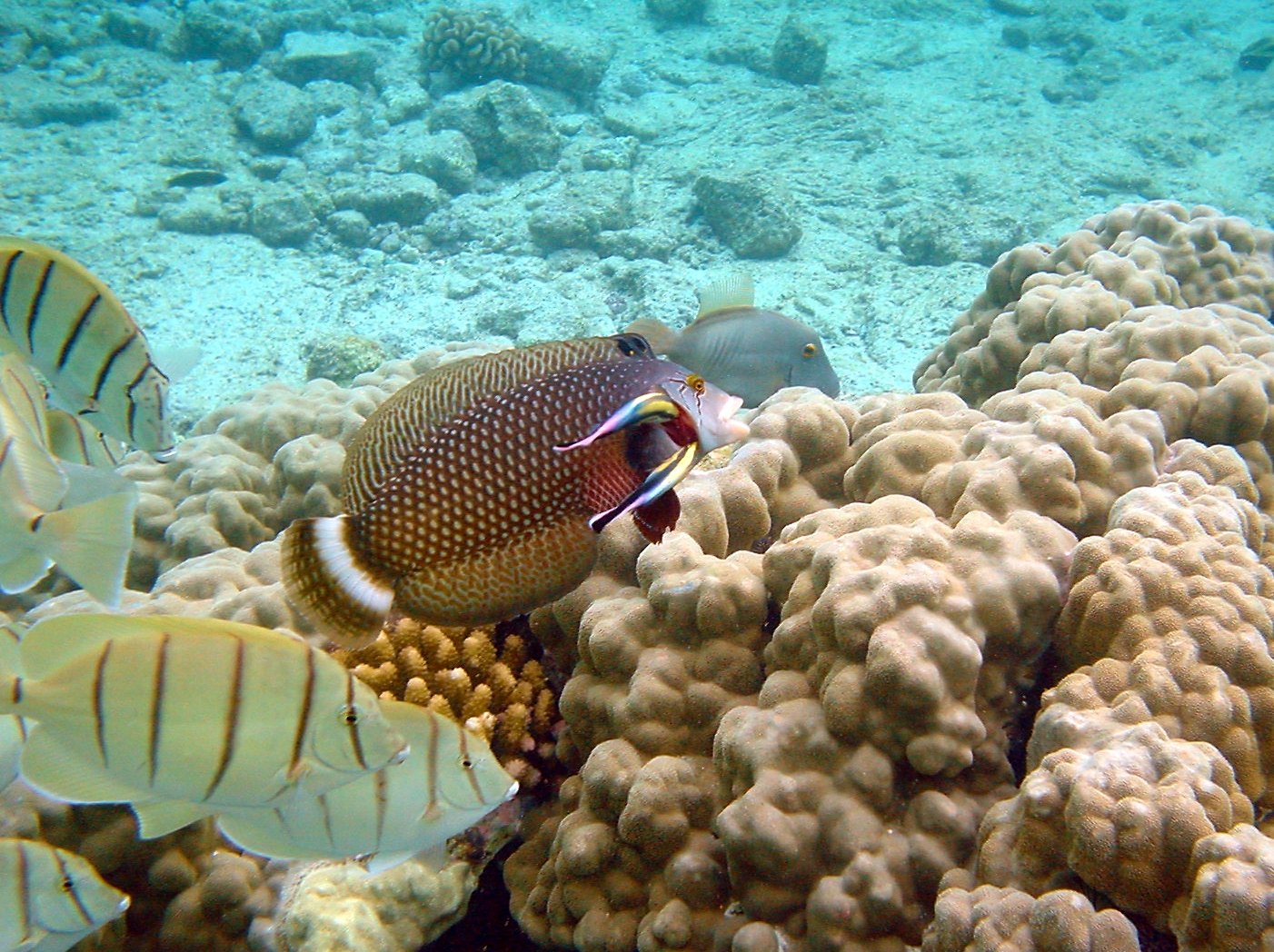
Станція очищення

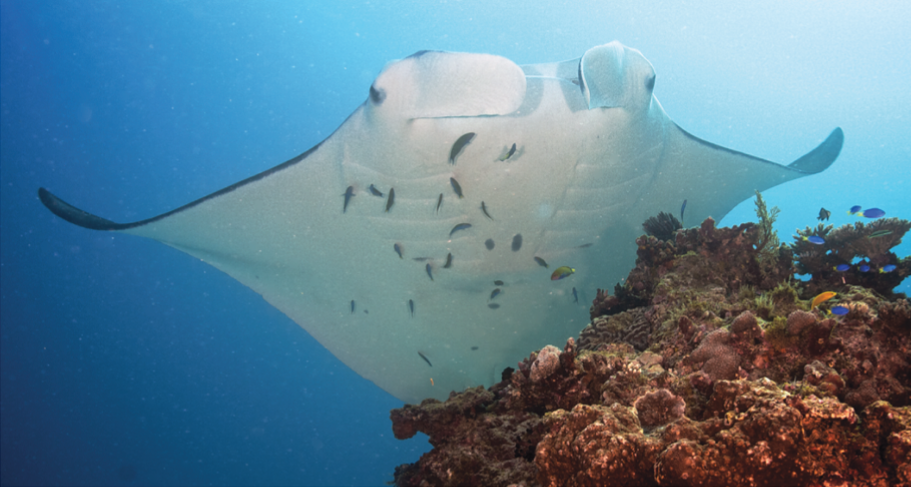
Скат Manta alfredi на станції очищення підтримує майже нерухоме положення на вершині коралового рифу протягом декількох хвилин. В цей час риби-чистильники чистять тіло ската.

Станція очищення — це місце, де морські жителі — риби, морські черепахи та інші, — а також жителі прісних водойм очищаються від дрібних організмів.
Процес очищення охоплює видалення паразитичних організмів з тіла тварини — як ззовні, так і зсередини. Процес здійснюється креветками-чистильниками та деякими видами риб-чистильників, особливо губаневими та Elacatinus.
Коли тварина наближається до станції очищення, вона широко відкриває рот або розташовує своє тіло таким чином, щоб сигналізувати про необхідність очищення. Після цього риба-чистильник підпливає до тварини та очищує її шкіру від паразитів, навіть запливаючи в рот або зябра. Цей процес називається симбіозним очищенням.
Часто станції очищення знаходяться поблизу коралових рифів або у самих рифах: або на вершині коралової голови, або в прорізі між двома виходами. Інші станції прибирання можуть розташовуватися під великими скупченнями плавучих водоростей або в прийнятій точці в річці або лагуні.
Деякі види собачкових, особливо Aspidontus taeniatus, імітують вигляд риб-чистильників.

## Галерея

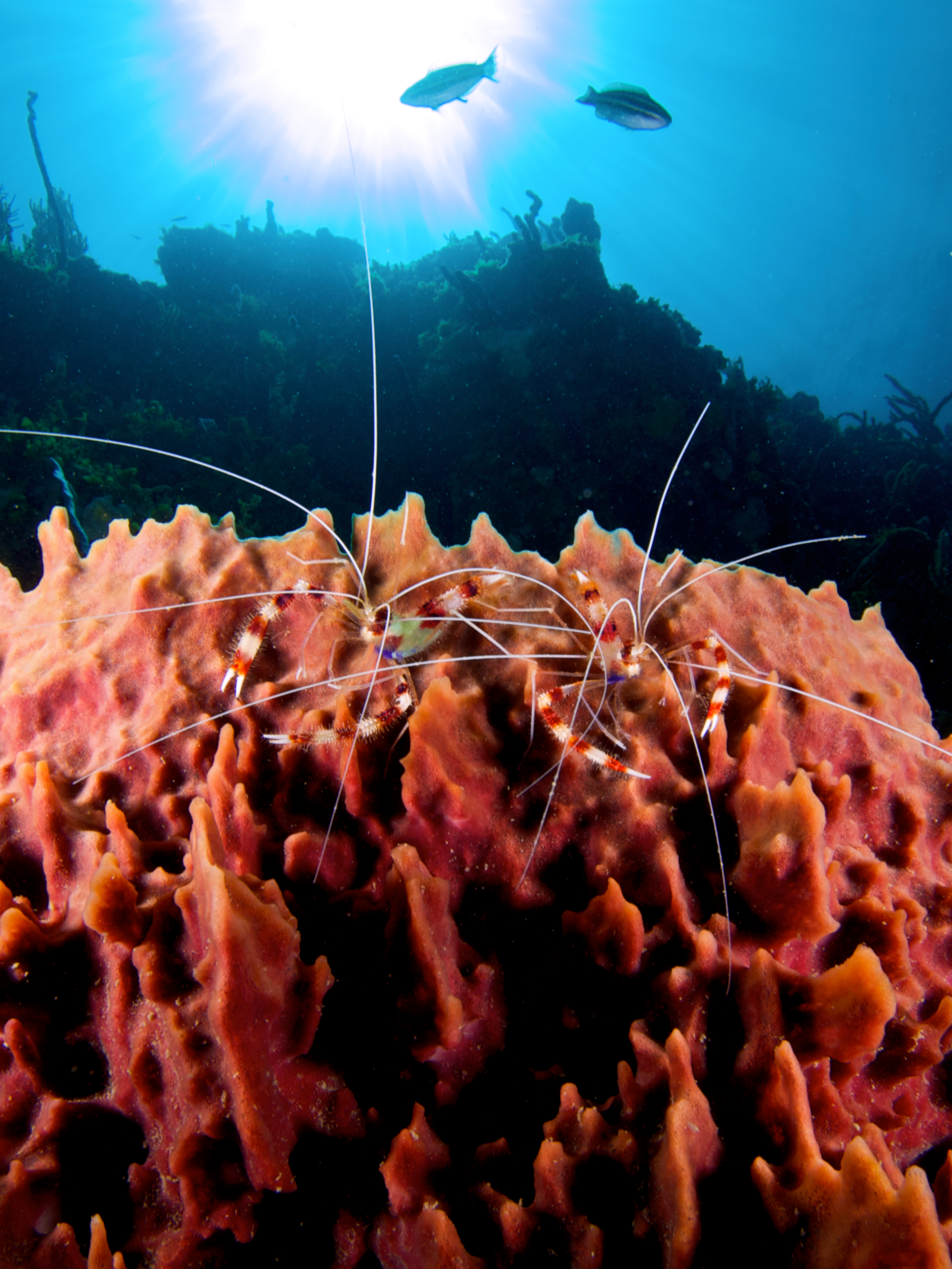
Креветки-чистильники Stenopus hispidus[en]
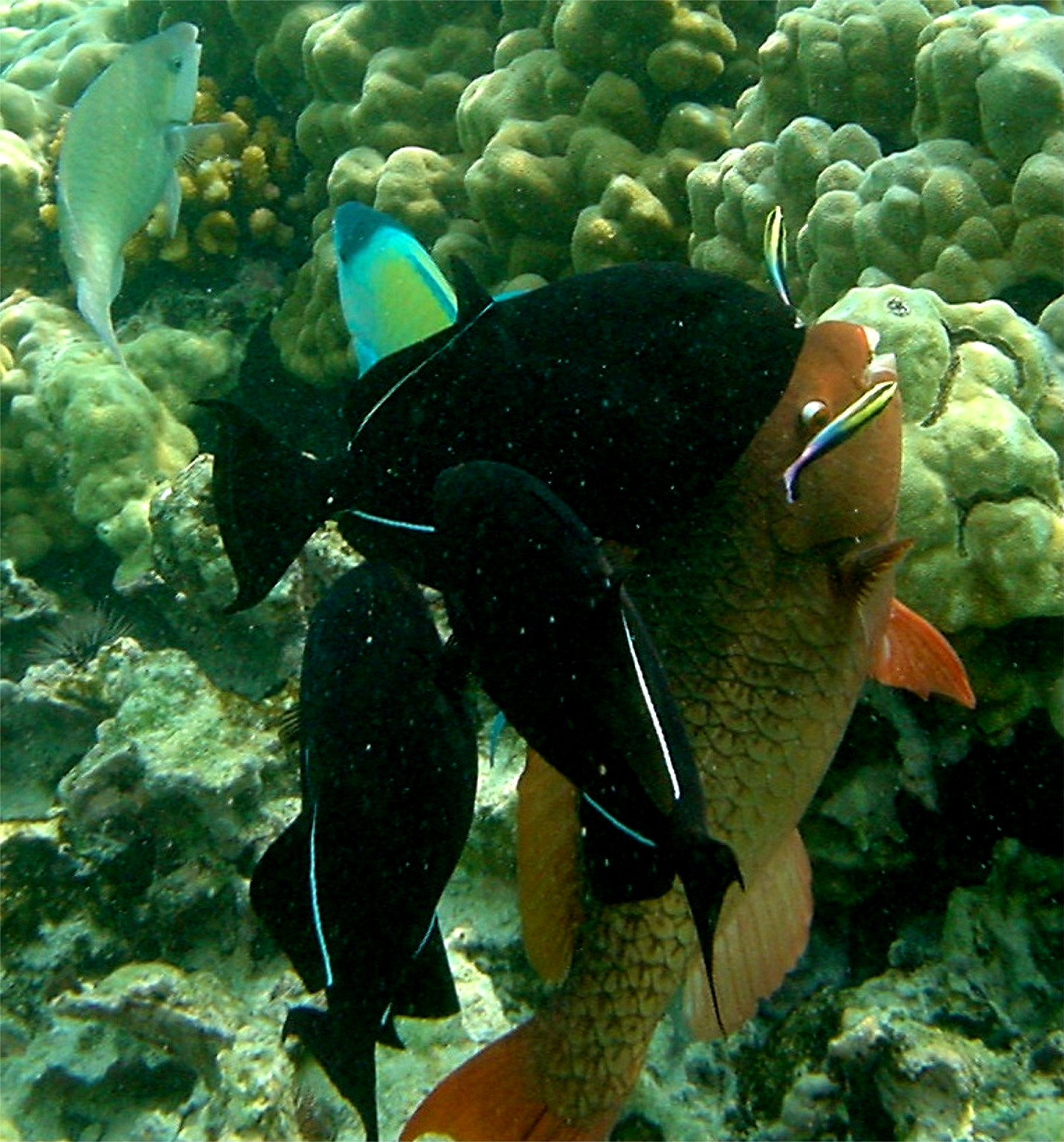
Процес очищення тіла риби-папуги
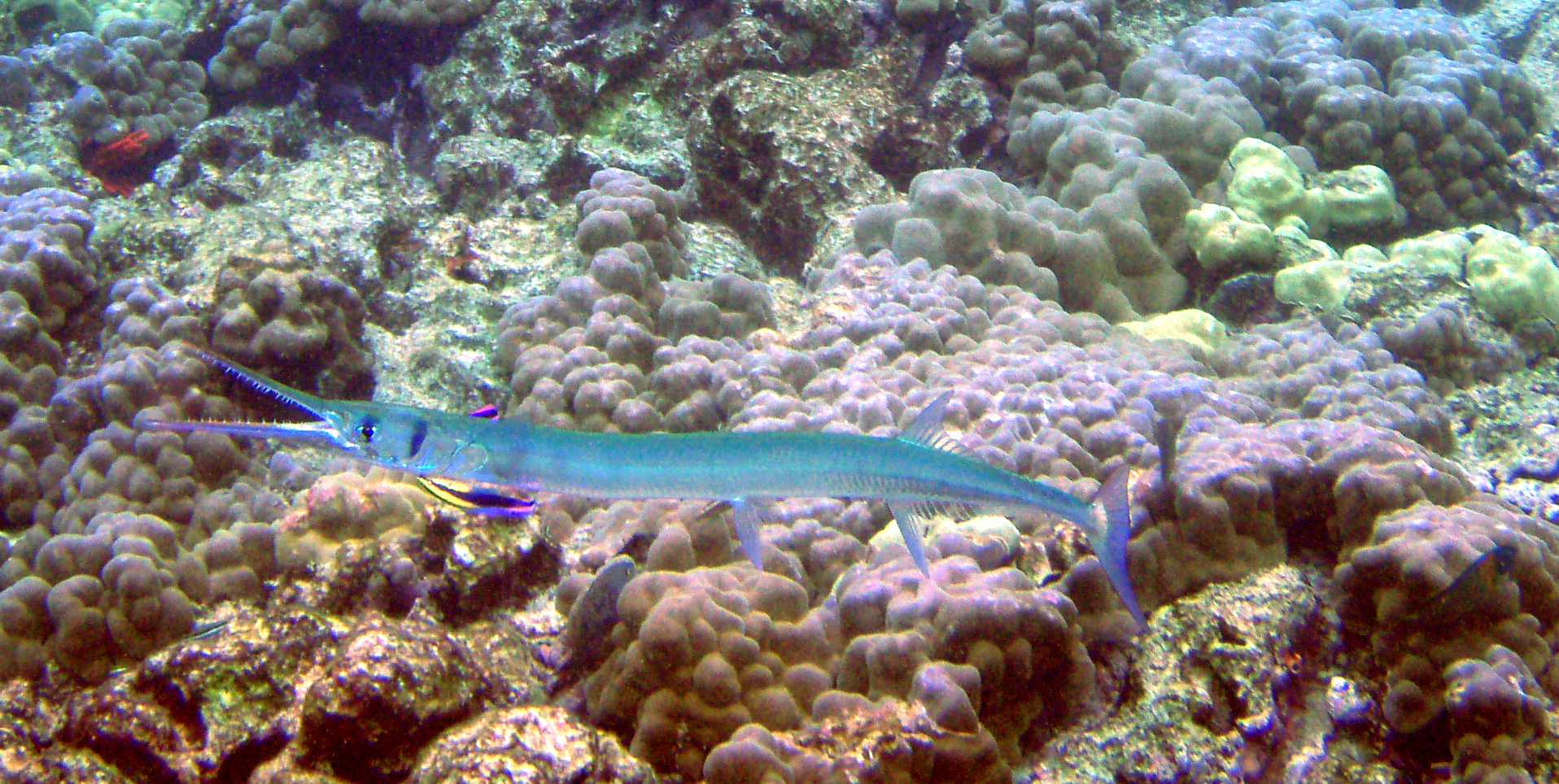
Процес очищення тіла риби з родини Сарганові
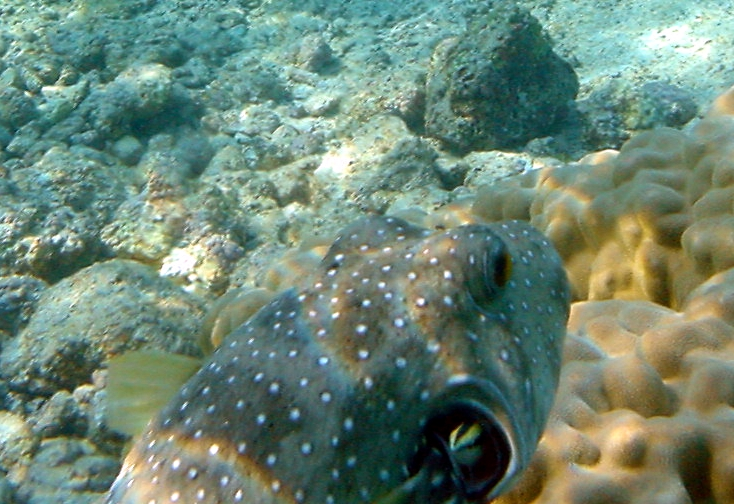
Гавайський чистильник[en]
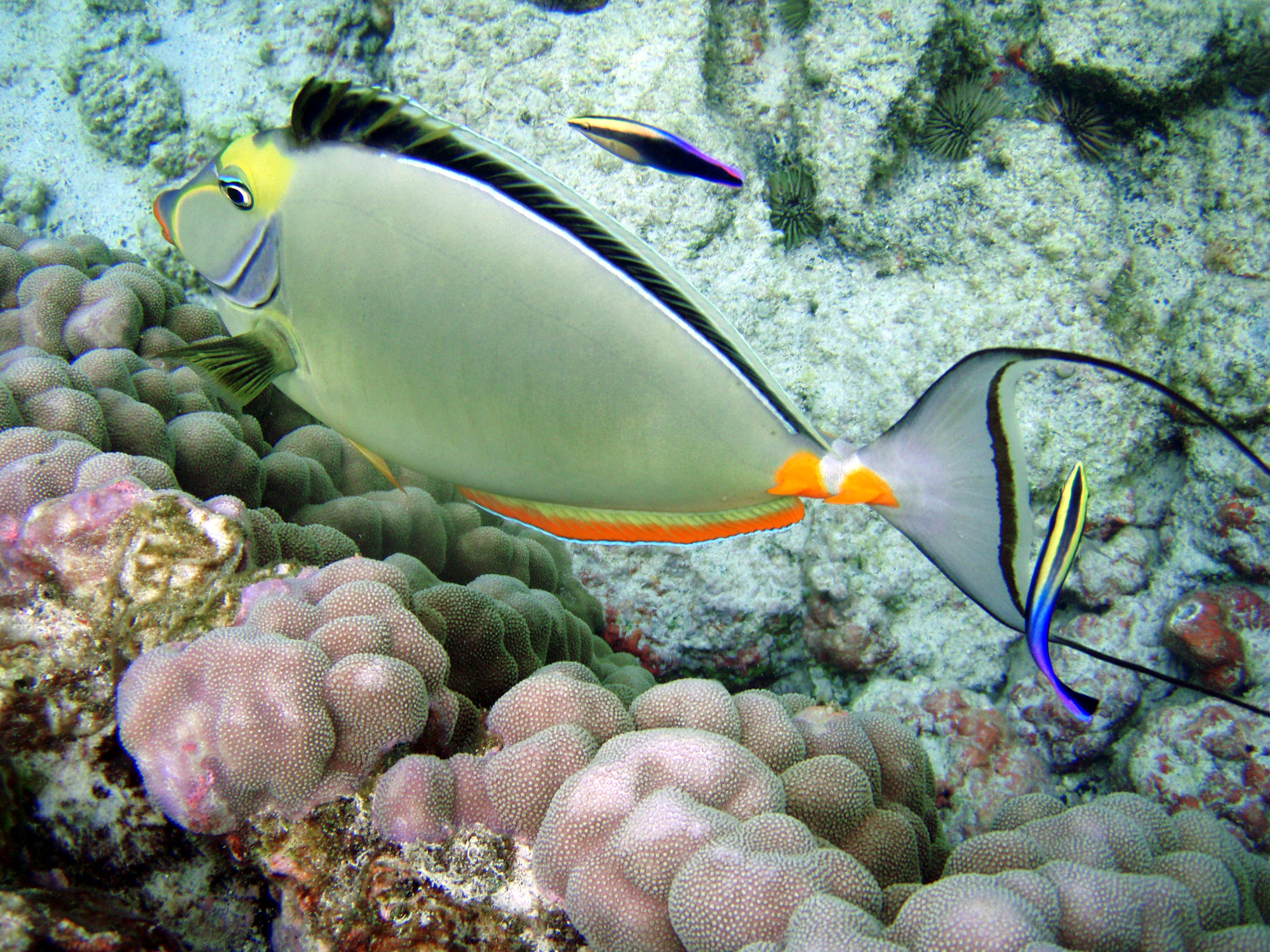
Процес очищення Naso lituratus[en]
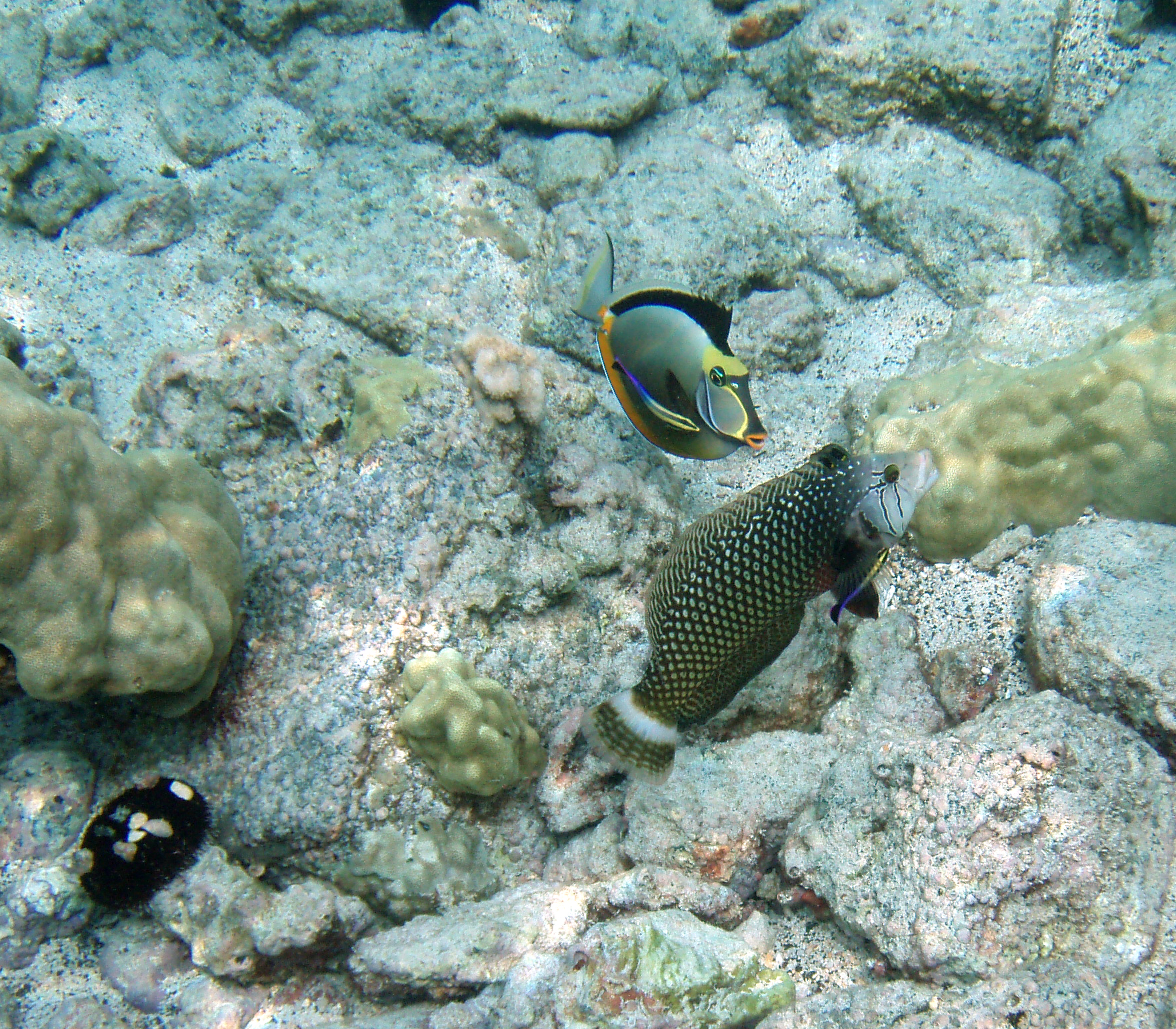
Процес очищення Novaculichthys[en] гавайським чистильником
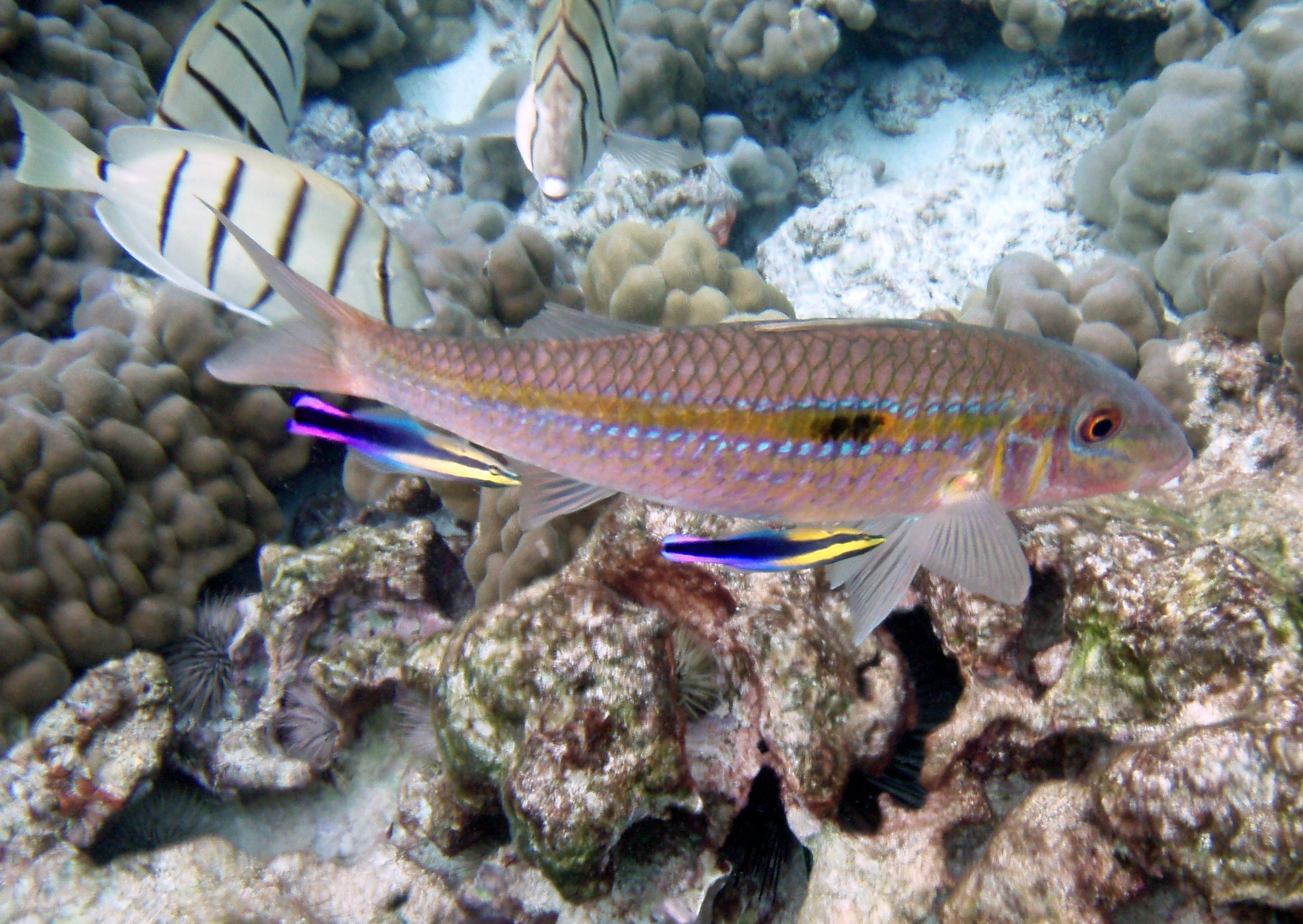
Процес очищення риби з родини Барабулеві